# Lista amerykańskich senatorów ze stanu Waszyngton
Lista amerykańskich senatorów ze stanu Waszyngton – senatorzy wybrani ze stanu Waszyngton.
Stan Waszyngton został włączony do Unii 11 listopada 1889 roku. Posiada prawo do mandatów senatorskich 1. i 3. klasy. Do 8 kwietnia 1913 roku (ratyfikowania 17. poprawki do konstytucji) senatorowie byli wybierani przez stanową legislaturę. Od tego czasu wybierani są w wyborach powszechnych.

## 1. klasa
| Lp.   | Imię i nazwisko        | Imię i nazwisko | Od                | Do              | Partia               | Kadencja                                                                                      | Uwagi |
| ----- | ---------------------- | --------------- | ----------------- | --------------- | -------------------- | --------------------------------------------------------------------------------------------- | --- |
| 1     | John B. Allen          |                 | 20 listopada 1889 | 4 marca 1893    | Partia Republikańska | 1                                                                                             | Wybrany w 1889 |
| Wakat | Wakat                  | Wakat           | 4 marca 1893      | 19 lutego 1895  |                      | 2                                                                                             | Legislatura nie zdołała wybrać senatora |
| 2     | John L. Wilson         |                 | 19 lutego 1895    | 4 marca 1899    | Partia Republikańska | 2                                                                                             | Wybrany w 1895 Przegrał wybory w 1898 |
| 3     | Addison G. Foster      |                 | 4 marca 1899      | 4 marca 1905    | Partia Republikańska | 3                                                                                             | Wybrany w 1898 Nie ubiegał się o reelekcję w 1904 |
| 4     | Samuel H. Piles        |                 | 4 marca 1905      | 4 marca 1911    | Partia Republikańska | 4                                                                                             | Wybrany w 1904 Nie ubiegał się o reelekcję w 1910 |
| 5     | Miles Poindexter       |                 | 4 marca 1911      | 4 marca 1923    | Partia Republikańska | 5                                                                                             | Wybrany w 1910 |
| 5     | Miles Poindexter       | 6               | 4 marca 1911      | 4 marca 1923    | Partia Republikańska | Reelekcja w 1916 Przegrał wybory w 1922                                                       | |
| 6     | Clarence Dill          |                 | 4 marca 1923      | 3 stycznia 1935 | Partia Demokratyczna | 7                                                                                             | Wybrany w 1922 |
| 6     | Clarence Dill          | 8               | 4 marca 1923      | 3 stycznia 1935 | Partia Demokratyczna | Reelekcja w 1928 Nie ubiegał się o reelekcję w 1934                                           | |
| 7     | Lewis B. Schwellenbach |                 | 3 stycznia 1935   | 16 grudnia 1940 | Partia Demokratyczna | 9                                                                                             | Wybrany w 1934 Zrezygnował przed końcem kadencji w 1940 |
| Wakat | Wakat                  | Wakat           | 16 grudnia 1940   | 19 grudnia 1940 |                      | 9                                                                                             | |
| 8     | Monrad Wallgren        |                 | 19 grudnia 1940   | 9 stycznia 1945 | Partia Demokratyczna | 9                                                                                             | Mianowany do dokończenia kadencji będąc już wcześniej wybrany na kolejną kadencję                                                                                  |
| 8     | Monrad Wallgren        | 10              | 19 grudnia 1940   | 9 stycznia 1945 | Partia Demokratyczna | Wybrany w 1940 Zrezygnował przed końcem kadencji, by objąć urząd gubernatora stanu Waszyngton | |
| 9     | Hugh Mitchell          |                 | 10 stycznia 1945  | 25 grudnia 1946 | Partia Demokratyczna | 10                                                                                            | Mianowany do dokończenia kadencji w 1945 Przegrał wybory na pełną kadencję w 1946 Zrezygnował przed końcem kadencji, by wybrany następca mógł szybciej objąć urząd |
| 10    | Harry P. Cain          |                 | 25 grudnia 1946   | 3 stycznia 1953 | Partia Republikańska | 10                                                                                            | Mianowany do dokończenia kadencji będąc już wcześniej wybrany na kolejną kadencję                                                                                  |
| 10    | Harry P. Cain          | 11              | 25 grudnia 1946   | 3 stycznia 1953 | Partia Republikańska | Wybrany w 1946 Przegrał wybory w 1952                                                         | |
| 11    | Henry M. Jackson       |                 | 3 stycznia 1953   | 1 września 1983 | Partia Demokratyczna | 12                                                                                            | Wybrany w 1952 |
| 11    | Henry M. Jackson       | 13              | 3 stycznia 1953   | 1 września 1983 | Partia Demokratyczna | Reelekcja w 1958                                                                              | |
| 11    | Henry M. Jackson       | 14              | 3 stycznia 1953   | 1 września 1983 | Partia Demokratyczna | Reelekcja w 1964                                                                              | |
| 11    | Henry M. Jackson       | 15              | 3 stycznia 1953   | 1 września 1983 | Partia Demokratyczna | Reelekcja w 1970                                                                              | |
| 11    | Henry M. Jackson       | 16              | 3 stycznia 1953   | 1 września 1983 | Partia Demokratyczna | Reelekcja w 1976                                                                              | |
| 11    | Henry M. Jackson       | 17              | 3 stycznia 1953   | 1 września 1983 | Partia Demokratyczna | Reelekcja w 1982 Zmarł w trakcie pełnienia urzędu w 1983                                      | |
| Wakat | Wakat                  | Wakat           | 1 września 1983   | 8 września 1983 |                      | 17                                                                                            | |
| 12    | Daniel J. Evans        |                 | 8 września 1983   | 3 stycznia 1989 | Partia Republikańska | 17                                                                                            | Mianowany do kontynuowania kadencji w 1983 Wybrany do dokończenia kadencji w wyborach specjalnych w 1983 Nie ubiegał się o wybór na pełną kadencję w 1988          |
| 13    | Slade Gorton           |                 | 3 stycznia 1989   | 3 stycznia 2001 | Partia Republikańska | 18                                                                                            | Wybrany w 1988 |
| 13    | Slade Gorton           | 19              | 3 stycznia 1989   | 3 stycznia 2001 | Partia Republikańska | Reelekcja w 1994 Przegrał wybory w 2000                                                       | |
| 14    | Maria Cantwell         |                 | 3 stycznia 2001   | nadal           | Partia Demokratyczna | 20                                                                                            | Wybrana w 2000 |
| 14    | Maria Cantwell         | 21              | 3 stycznia 2001   | nadal           | Partia Demokratyczna | Reelekcja w 2006                                                                              | |
| 14    | Maria Cantwell         | 22              | 3 stycznia 2001   | nadal           | Partia Demokratyczna | Reelekcja w 2012                                                                              | |
| 14    | Maria Cantwell         | 23              | 3 stycznia 2001   | nadal           | Partia Demokratyczna | Reelekcja w 2018                                                                              | |
| 14    | Maria Cantwell         | 24              | 3 stycznia 2001   | nadal           | Partia Demokratyczna | Reelekcja w 2024                                                                              | |

## 3. klasa
| Lp.   | Imię i nazwisko   | Imię i nazwisko | Od                | Do                | Partia               | Kadencja                                                                   | Uwagi                                                                             |
| ----- | ----------------- | --------------- | ----------------- | ----------------- | -------------------- | -------------------------------------------------------------------------- | --------------------------------------------------------------------------------- |
| 1     | Watson C. Squire  |                 | 20 listopada 1889 | 4 marca 1897      | Partia Republikańska | 1                                                                          | Wybrany w 1889                                                                    |
| 1     | Watson C. Squire  | 2               | 20 listopada 1889 | 4 marca 1897      | Partia Republikańska | Reelekcja w 1891 Przegrał wybory w 1897                                    |                                                                                   |
| 2     | George Turner     |                 | 4 marca 1897      | 4 marca 1903      | Partia Demokratyczna | 3                                                                          | Wybrany w 1897 Przegrał wybory w 1902                                             |
| 3     | Levi Ankeny       |                 | 4 marca 1903      | 4 marca 1909      | Partia Republikańska | 4                                                                          | Wybrany w 1902 Przegrał wybory w 1908                                             |
| 4     | Wesley L. Jones   |                 | 4 marca 1909      | 19 listopada 1932 | Partia Republikańska | 5                                                                          | Wybrany w 1908                                                                    |
| 4     | Wesley L. Jones   | 6               | 4 marca 1909      | 19 listopada 1932 | Partia Republikańska | Reelekcja w 1914                                                           |                                                                                   |
| 4     | Wesley L. Jones   | 7               | 4 marca 1909      | 19 listopada 1932 | Partia Republikańska | Reelekcja w 1920                                                           |                                                                                   |
| 4     | Wesley L. Jones   | 8               | 4 marca 1909      | 19 listopada 1932 | Partia Republikańska | Reelekcja w 1926 Przegrał wybory w 1932 Zmarł przed końcem kadencji w 1932 |                                                                                   |
| Wakat | Wakat             | Wakat           | 19 listopada 1932 | 22 listopada 1932 |                      | 8                                                                          |                                                                                   |
| 5     | Elijah S. Grammer |                 | 22 listopada 1932 | 4 marca 1933      | Partia Republikańska | 8                                                                          | Mianowany do dokończenia kadencji w 1932                                          |
| 6     | Homer Bone        |                 | 4 marca 1933      | 13 listopada 1944 | Partia Demokratyczna | 9                                                                          | Wybrany w 1932                                                                    |
| 6     | Homer Bone        | 10              | 4 marca 1933      | 13 listopada 1944 | Partia Demokratyczna | Reelekcja w 1938 Zrezygnował przed końcem kadencji w 1944                  |                                                                                   |
| Wakat | Wakat             | Wakat           | 13 listopada 1944 | 14 grudnia 1944   |                      | 10                                                                         |                                                                                   |
| 7     | Warren Magnuson   |                 | 14 grudnia 1944   | 3 stycznia 1981   | Partia Demokratyczna | 10                                                                         | Mianowany do dokończenia kadencji będąc już wcześniej wybrany na kolejną kadencję |
| 7     | Warren Magnuson   | 11              | 14 grudnia 1944   | 3 stycznia 1981   | Partia Demokratyczna | Wybrany w 1944                                                             |                                                                                   |
| 7     | Warren Magnuson   | 12              | 14 grudnia 1944   | 3 stycznia 1981   | Partia Demokratyczna | Reelekcja w 1950                                                           |                                                                                   |
| 7     | Warren Magnuson   | 13              | 14 grudnia 1944   | 3 stycznia 1981   | Partia Demokratyczna | Reelekcja w 1956                                                           |                                                                                   |
| 7     | Warren Magnuson   | 14              | 14 grudnia 1944   | 3 stycznia 1981   | Partia Demokratyczna | Reelekcja w 1962                                                           |                                                                                   |
| 7     | Warren Magnuson   | 15              | 14 grudnia 1944   | 3 stycznia 1981   | Partia Demokratyczna | Reelekcja w 1968                                                           |                                                                                   |
| 7     | Warren Magnuson   | 16              | 14 grudnia 1944   | 3 stycznia 1981   | Partia Demokratyczna | Reelekcja w 1974 Przegrał wybory w 1980                                    |                                                                                   |
| 8     | Slade Gorton      |                 | 3 stycznia 1981   | 3 stycznia 1987   | Partia Republikańska | 17                                                                         | Wybrany w 1980 Przegrał wybory w 1986                                             |
| 9     | Brock Adams       |                 | 3 stycznia 1987   | 3 stycznia 1993   | Partia Demokratyczna | 18                                                                         | Wybrany w 1986 Nie ubiegał się o reelekcję w 1992                                 |
| 10    | Patty Murray      |                 | 3 stycznia 1993   | nadal             | Partia Demokratyczna | 19                                                                         | Wybrana w 1992                                                                    |
| 10    | Patty Murray      | 20              | 3 stycznia 1993   | nadal             | Partia Demokratyczna | Reelekcja w 1998                                                           |                                                                                   |
| 10    | Patty Murray      | 21              | 3 stycznia 1993   | nadal             | Partia Demokratyczna | Reelekcja w 2004                                                           |                                                                                   |
| 10    | Patty Murray      | 22              | 3 stycznia 1993   | nadal             | Partia Demokratyczna | Reelekcja w 2010                                                           |                                                                                   |
| 10    | Patty Murray      | 23              | 3 stycznia 1993   | nadal             | Partia Demokratyczna | Reelekcja w 2016                                                           |                                                                                   |
| 10    | Patty Murray      | 24              | 3 stycznia 1993   | nadal             | Partia Demokratyczna | Reelekcja w 2022                                                           |                                                                                   |